# Questione degli zolfi
La questione degli zolfi fu una crisi avvenuta tra Regno Unito di Gran Bretagna e Irlanda e Regno delle Due Sicilie negli anni 1838-1840 a seguito di una disputa commerciale riguardante principalmente le modalità di esportazione dello zolfo siciliano.

## Premesse storiche

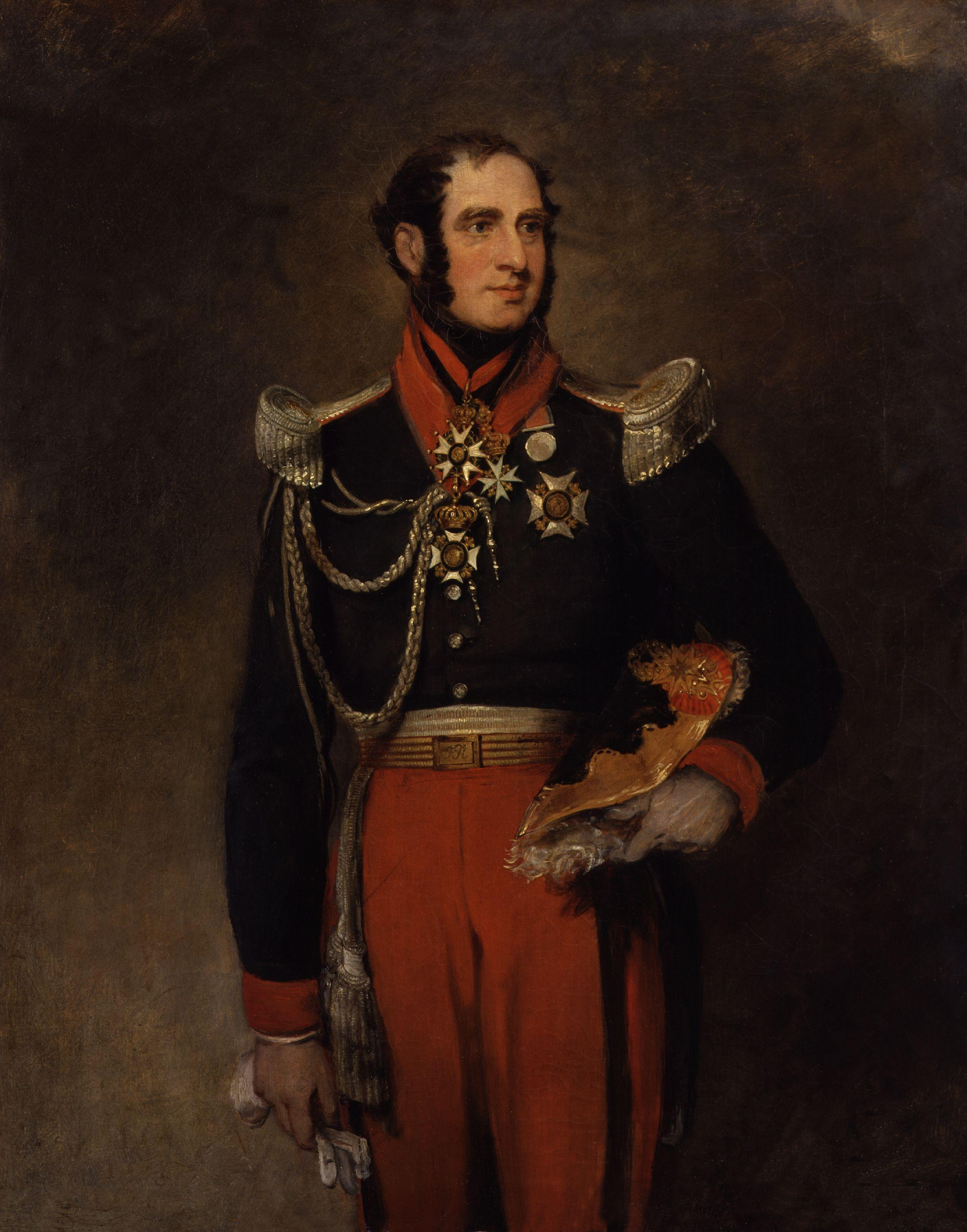
Il principe di Castelcicala, ambasciatore a Londra

Lo zolfo di Sicilia era abbondante, di facile estrazione e buona qualità, cose che lo rendevano al contempo molto economico e molto richiesto, pertanto divenne una delle principali voci economiche dell'isola sin dal XVIII secolo. Questa sua economicità metteva fuori mercato lo zolfo prodotto altrove, quali quello toscano o papale ed al contempo riduceva l'interesse in investimenti nei remoti giacimenti islandesi o delle Indie Occidentali, allora del tutto privi di infrastrutture adeguate. Fino alla fine del sec. XVIII lo zolfo era usato quasi esclusivamente per la fabbricazione della polvere nera.

### Il trattato del 1816
Dopo la Restaurazione il Regno delle Due Sicilie stipulò trattati commerciali con alcuni dei principali stati europei, Francia (1816), Gran Bretagna (1816), Spagna (1817), in sostituzione degli antichi diritti di bandiera di cui queste nazioni avevano goduto. Il trattato con la Gran Bretagna venne ratificato dal parlamento londinese il 26 settembre 1816 e di fatto da un lato aboliva i diritti di bandiera e le esenzioni garantite dai precedenti trattati, mentre dall'altro garantiva ai soggetti britannici la massima libertà d'impresa possibile sul suolo siciliano.
Infatti molte imprese britanniche operavano nel regno in vari settori, in particolare nell'attività estrattiva dello zolfo, trainata principalmente da investimenti, imprese, macchinari e tecnici inglesi. 

#### Il testo del trattato
Il testo del trattato così come venne ratificato dal parlamento britannico, scritto da Ruffo di Castelcicala, ambasciatore delle Due Sicilie a Londra.
II. His Sicilian Majesty engages not to continue nor hereafter to grant to the subjects of any other Power whatever the privileges and exemptions abolished by the present Convention.
III. His Sicilian Majesty promises that the subjects of His Britannic Majesty shall not be subjected within His Dominions to a more rigorous system of examination and search by the officers of customs than that to which the subjects of His said Sicilian Majesty are liable.
IV. His Majesty the King of the two Sicilies promises that British Commerce in general and the British subjects who carry it on shall be treated throughout His Dominions upon the same footing as the most favoured nations not only with respect to the person and property of the said British subjects but also with regard to everj species of article in which they may traffic and the taxes or other charges payable on the said articles or on the shipping in which the importations shall be made.
V. With respect to the personal privileges to be enjoyed by the subjects of His Britannic Majesty in the Kingdom of the Two Sicilies His Sicilian Majesty promises that they shall have a free and undoubted right to travel and to reside in the Territories and Dominions of His said Majesty subject to the same precautions of police which are practised towards the most favoured nations They shall be entitled to occupy dwellings and ware bouses and to dispose of their personal property of every kind and description by sale gift exchange or will and in any other way whatever with ont the smallest loss or hindrance being given them on that head They shall not be obliged to pay under any pretence whatever other taxes or rates than those which are paid or that hereafter may be paid by the most favoured nations in the Dominions of His said Sicilian Majesty They shall be exempt from all military service whether by land or sea their dwellings warehouses and every thing belonging or appertaining thereto for objects of commerce or residence shall be respected Th y shall not be subjected to any vexatious search or visits No arbitrary examination or inspection of their books papers or accounts shall be made under the pretence of the Supreme Authority of the State but these shall alone be executed by the legal sentence of the competent tribunals His Sicilian Majpsty engages on all these occasions to guarantee to the subjects of His Britannic Majesty who shall reside in His States and Dominions the preservation of their property and personal security in the same manner as those are guaranteed to His subjects and to all foreigners belonging to the most favoured and most highly privileged nations.
VI. According to the tenor of the Articles I and II of this Treaty Bis Sicilian Majesty engages not to declare null and void the privileges and exemptions which actually exist in favour of British Commerce within His Dominions till the same day and except by the same Act by which the privileges and exemptions whatsoever they arc of all other nations hall be declared null and void within the same.
VII. His Sicilian Majesty promises from the date when the general abolition of the privileges according to the Articles I II and VI shall take place to make a reduction of ten per cent upon the amount of the duties payable according to the tariff in force the 1st of January 1816 upon the total of the merchandize or productions of the United Kingdom of Great Britain and Ireland her Colonies Possessions and Dependencies imported into the States of His said Sicilian Majesty according to the tenor of Article IV of the present Convention it being understood that nothing in this Article shall be construed to prevent the King of the Two Sicilies from granting if he shall think proper the same reduction of duty to other foreign nations.
VIII. The subjects of the Ionian Islands shall in consequence of their being actually under the immediate protection of His Britannic M ijesty enj y all the advantages which are granted to the Commerce and to he subjects of Great Britain by the present Treaty it being well understood that to prevent all abuses and to prove its identity every Ionian vessel shall be furnished with a patent signed by the Lord High Commissioner or his representative.
IX. The present Convention shall be ratified and the ratifications thereof exchanged in London within the space of six months or sooner if possible In witness whereof, the respective Plenipotentiaries have signed it, and thereunto affixed the seal of their arms.»
(L. S. Castelcicala, Trattato commerciale tra la Gran Bretagna e le Due Sicilie)

### La vertiginosa ascesa della domanda di zolfo negli anni '30
Con l'industrializzazione e l'incredibile esplosione della produzione tessile in Francia e Inghilterra, crebbe improvvisamente e vertiginosamente la domanda internazionale di zolfo per la produzione di acido solforico, necessario a quell'industria.
A titolo d'esempio il consumo di zolfo della Francia passò dai 536.628 kg del 1815 ai 18.578.710 kg del 1838. In particolare nel 1832 la Gran Bretagna incominciò a farne un maggior consumo causando una severa penuria nelle forniture di quell'elemento, con conseguente aumento dei prezzi: il costo per cantaro dello zolfo siciliano passò dagli 11 carlini del 1832, ai 55 del 1833.
La produzione siciliana quell'anno, il 1833, triplicò, raggiungendo i 900.000 cantari estratti, ma non altrettanto la domanda, cosa che fece ben presto tornare il prezzo dello zolfo ai valori del 1832; tuttavia l'aumento di prezzo del 1833 aveva avuto come conseguenza un aumento dei salari ed il ritorno alla vecchia cifra rese non più tanto economicamente fruttuosa l'estrazione dello zolfo, che venne venduto anche sottocosto per svuotare le scorte accumulate. Al contempo la Gran Bretagna stava proponendo al Regno delle Due Sicilie un nuovo trattato commerciale che stabilisse il principio di reciprocità per il commercio tra i due stati e una riduzione del 10% sui dazi, al posto delle misure protezionistiche introdotte in quegli anni dal governo napoletano. Fu in questa situazione che la società marsigliese Taix & Aycard propose, nel dicembre 1837, un accordo commerciale al governo napoletano: proponevano, a condizione di essere gli unici acquirenti, di comprare 600.000 cantari l'anno di zolfo al prezzo di 23 carlini il cantaro, pagando al contempo un indennizzo di 4 carlini al cantaro per i 300.000 cantari annui non più estratti.
La proposta venne accettata nel maggio 1838, pare anche con l'aiuto di qualche consigliere o ministro corrotto, ed il prezzo finale dello zolfo per cantaro venne posto a 43 carlini, più del triplo del prezzo degli anni precedenti, con una tassa di esportazione di 20 carlini al cantaro, prima inesistente.
Il monopolista, cioè la Taix, pagava per un terzo la tassa di esportazione, quindi dei 43 carlini del prezzo di vendita, ne rimanevano circa 8 nelle casse societarie, mentre gli acquirenti dovevano pagare i 43 carlini alla Taix più il costo di esportazione.

## La crisi (1838-1840)
Il sostanzioso aumento del prezzo dello zolfo, imputabile in buona parte alla nuova tassa di 20 carlini ed al margine di guadagno riservato al monopolista, che fungeva da intermediario tra produttori e compratori, suscitò, probabilmente assieme alla mancata conclusione degli accordi su un nuovo trattato commerciale, le rimostranze della Gran Bretagna, alle quali si aggiunsero quelle più moderate della Francia.
L'allora responsabile della politica estera britannica era Lord Palmerston, fautore di una politica decisa ed interventista, che aveva portato alla prima guerra dell'oppio ed alla convenzione di Londra del 1840, che aprì le porte ad un intervento britannico nel Levante nello stesso anno. Nel 1840, Palmerston, su pressione delle società inglesi in Sicilia, denunciò presso il governo borbonico un venir meno agli accordi del 1816 e arrivò a minacciare l'uso della flotta ed il sequestro dei bastimenti napoletani nel Mediterraneo.

### Le rimostranze inglesi del 1840
Le proteste inglesi scaturirono dalla questione dello zolfo, ma includevano altri punti, nati dal contrasto tra la politica liberista inglese e quella protezionistica napoletana. In particolare gli inglesi si lamentavano dei privilegi concessi ai bastimenti napoletani, ovvero della mancanza di reciprocità, in fatto di dazi su determinate merci e sul tonnellaggio. Questa politica protezionistica sui trasporti navali era stata attuata dal governo di Napoli a partire dalla metà degli anni '20 per cercare di risollevare gli scambi marittimi della marina mercantile napoletana. Il governo inglese inoltre rivendicava i grandi investimenti, diventati poi improduttivi, effettuati nell'industria estrattiva siciliana.

#### Elenco delle proteste inglesi
Elenco delle rimostranze avanzate dal governo inglese a quello napoletano, come riportato da MacGregor, i punti 1 e 5 nominano direttamente il trattato del 1816.
2. By premiums granted to the cargoes imported by Neapolitan vessels from the United States of America, the East and West Indies (not British), the Baltic, Norway, Holland, &c, of from twenty to thirty per cent reduction of duty, exclusive of ten per cent to the Neapolitan flag ; thus placing the commodities of all those countries at from thirty to forty per cent in a more favourable position than those of the United Kingdom and British possessions. Sugar from South America and the United States, and fish from Norway, &c, are among the chief articles which enter largely into the advantages of thirty to forty per cent premium. The advantages which England now enjoys by carrying sugar, coffee, and, from Cuba, the Brazils, &c. to Austrian ports, is a branch of trade completely ex cluded from the kingdom of the Two Sicilies, by the evasive and corrupt administrations of the government. Norway, Holland, &c, have also, in consequence, almost completely superseded the demand for the produce of the Newfoundland and British coast fisheries in the markets of the Two Sicilies.
3. By differential tonnage duties demanded of and paid by British vessels : viz. —
A Neapolitan vessel pays 4 grains, or O s. 1 3/4 d. per ton.
A British vessel pays 40 grains or Is. 5d. per ton.
4. By admitting German, Swiss, and French cotton goods, at about twenty per cent lower duty than British, by the differential manner in which the duty is levied.
5. By having compelled British subjects to pay a tax for the lodging of troops, which they consider to be an indirect evasion of the treaty of 1816, which stipulates that they shall be exempt from military duty.
6. By their warehouses and domiciles having been forcibly entered by the police, the keys of their stores kept from them for weeks, in violation of an express provision of the treaty. The sulphur monopoly, as far as the company to which it was granted was concerned, has been abolished : the king agreeing to pay, for its surrender into his hands, a large bonus to that company. But, de facto, the monopoly exists, and has only been transferred from the direction of M. Taix, into that of the absolute will of the king : who reserves to himself the same power of limiting the working of the mines, and the same payment of twenty carlines per cantar on exportation, which was granted to the company. The British capital invested in those mines, and in the trade, has ceased to be productive ; and unless the trade be placed upon its former footing, that capital, as well as the com merce and navigation with Sicily, will be lost, and the merchants ruined.»

### Le minacce inglesi e la soluzione della crisi con l'intervento francese

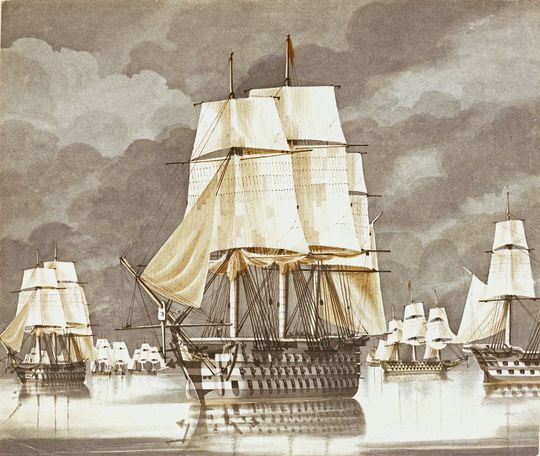
HMS Princess Charlotte, ammiraglia inglese nel Mediterraneo

Gli inglesi, per forzare la mano a Ferdinando II che temporeggiava, preso tra i diversi partiti della propria corte, inviarono una squadra navale, che giunse a Napoli il 14 aprile con istruzioni per l'ambasciatore britannico. Gli inglesi, infatti, intendevano compiere delle rappresaglie contro la marina mercantile napoletana, senza però che queste fossero intese come atti di guerra. Il via libera alle rappresaglie fu dato il 17 aprile: l'ordine era di bloccare nel golfo di Napoli le navi battenti bandiera delle Due Sicilie, che, secondo documenti del governo napoletano, furono condotte a Malta, sebbene la London Gazette, organo ufficiale di stampa del parlamento inglese, non riporti nessun provvedimento al riguardo. La situazione sembrava allora poter precipitare, tanto che Ferdinando II ordinò l'embargo contro tutti i legni mercantili britannici presenti nei porti del regno o lungo le sue coste. Tempestivamente, però, arrivò l'interessata proposta di mediazione della Francia, accettata dalla corte napoletana il 26 aprile e le navi sequestrate, alcuni pescherecci, vennero spontaneamente liberate.
La disputa si risolse nello stesso anno grazie all'operato francese, secondo alcuni furbescamente imposto dalla Gran Bretagna con le sue azioni, secondo altri accettato di comune accordo, che fece revocare il monopolio alla Taix e accordò le parti sulle indennità da pagare alla Gran Bretagna, per l'aumento di prezzo dello zolfo, ed alla stessa società Taix, per i mancati introiti derivati dalla prematura rescissione del contratto col governo napoletano.
La Francia ottenne dal governo napoletano, in virtù della propria opera di mediazione, un rimborso per il rincaro dello zolfo analogo a quello accordato alla Gran Bretagna.
La sconfitta del partito di Palmerston nel 1841 e la sua sostituzione al ministero, favorì una nuova, maggiore distensione tra Inghilterra e Due Sicilie, che portò alla ripresa dei negoziati per il nuovo trattato commerciale ed alla firma dello stesso nel 1845.

## Conseguenze della crisi
L'industria estrattiva siciliana, che sembrava così fiorente all'inizio degli anni '30, subì una dura battuta d'arresto in seguito alla nascita del monopolio. Il console inglese in Sicilia, Goodwin, registra un pesante calo dell'attività estrattiva e delle esportazioni di zolfo dopo il 1838: nei 43 mesi precedenti l'instaurazione del monopolio e l'introduzione della tassa da 20 carlini, 21.141 navi avevano esportato 1.417.638 tonnellate di zolfo, mentre nei 41 mesi successivi all'introduzione del monopolio e della tassa, 10.979 navi avevano esportato 695.850 tonnellate di zolfo. Rispetto al '38, le esportazioni si erano dimezzate nel '40 e ridotte quasi ad un quarto nel '41, con conseguenti riduzioni delle quantità estratte, del numero degli operai impiegati e degli stipendi degli stessi.
A seguito di ciò la tassa di esportazione venne ridotta ad 8 carlini già a partire dal 1º gennaio '42
ed in seguito venne ulteriormente ridotta a 4 carlini. Tuttavia ormai nuovi canali di approvvigionamento dall'Islanda, dove il governo danese aveva già effettuato sondaggi geologici dagli anni '30, e dalle Indie Occidentali erano stati aperti e la preponderanza dello zolfo siciliano nel commercio internazionale irrimediabilmente compromessa. Inoltre l'impiego di metodi alternativi al processo Leblanc per la produzione di carbonato di sodio, allora usato nella tintura dei tessuti, fecero al contempo, se non calare, almeno ristagnare la richiesta di zolfo assestando un ulteriore colpo all'attività estrattiva siciliana.

### Il trattato del 1845
Un'altra conseguenza della disputa degli zolfi fu la felice conclusione dei negoziati sul nuovo trattato commerciale tra Gran Bretagna e regno delle Due Sicilie: i britannici ottennero la reciprocità nella libertà di commercio e navigazione, mentre i napoletani ottennero l'esclusiva sul commercio di cabotaggio. A favorire le richieste inglesi sulla reciprocità, a parziale scapito della usuale politica protezionista dello stato borbonico, fu la constatazione da una parte, seppur minoritaria, dell'élite napoletana, compreso il ministro degli esteri dimissionario principe Cassaro, che nonostante le misure protezionistiche adottate e il fatto che le Due Sicilie fossero lo stato italiano più popoloso e con maggiore estensione costiera, la propria marina mercantile era comunque seconda, in scambi con l'estero e mezzi, a quella sabauda, che già praticava la reciprocità. Questo trattato con la Gran Bretagna fu presto seguito da analoghi trattati con molti altri stati, fra cui quelli con Francia e Russia, che furono siglati nello stesso anno; tali accordi commerciali, comunque, non intaccarono la radicata politica di impostazione protezionista delle Due Sicilie.

### Presunte connessioni con il Risorgimento italiano
Alcuni autori inquadrati in una corrente revisionista del Risorgimento favorevole alla dinastia borbonica collegano questo evento con le successive dinamiche risorgimentali.